# سلمان خدادادي
سلمان خدادادي ( (بالفارسية: ‌‌سلمان خدادادی) من مواليد 1962) هو سياسي إيراني. وُلد في ملكان. وهو عضو في الجمعية الاستشارية الإسلامية. 